# Estollo
Estollo es un municipio de la comunidad autónoma de La Rioja (España) situado en valle de San Millán de la cogolla, por el cual circula el río Cárdenas, afluente del Najerilla, y muy cercano a San Millán de la Cogolla.

## Historia
Según el Diccionario Geográfico-histórico de Pascual Madoz elaborado entre los años 1845 y1850, Estollo tenía entonces 70 casas distribuidas en varias calles irregulares y una plaza. También una escuela de primeras letras a la que acudían 30 niños y 20 niñas. Tenía la iglesia parroquial de nuestra señora de la Expectación, que contaba con cura propio y dos beneficiados y una ermita o capilla dedicada a Santa Teodosia que entonces se encontraba cerrada al culto público. Cerca del pueblo había tres fuentes, una de ellas con agua de buena calidad y las dos restantes con agua algo dura. Tenía praderas naturales y artificiales en las que se criaba alfalfa para alimentar a los ganados. Recibía el correo desde la administración de Nájera. Producía trigo, cebada, centeno, legumbres y frutas. Se criaba ganado vacuno, yeguar, mular, lanar y cabrío. Se cazaban codornices, perdices y corzos y jabalíes. Tenía un molino harinero.
En el Diccionario geográfico histórico de La Rioja o toda la provincia de Logroño y algunos pueblos de la de Burgos, escrito por Ángel Casimiro de Govantes en 1845, la localidad de Estollo aparece dentro del apartado dedicado al valle de San Millán y dice que en el siglo XVI en ella habitaban 45 vecinos y 225 almas.

## Economía
Principalmente agrícola y ganadera. 
Cuenta con cultivos de regadío y secano, en especial patata y cereal, además de explotaciones forestales, con muchos árboles frutales. Además hay un rebaño de ovejas y dos vaquerías.

## Geografía humana

### Demografía
Cuenta con una población de 86 habitantes (INE 2024).
| Gráfica de evolución demográfica de Estollo entre 1857 y 2021 |
| |
| Población de derecho según los censos de población del INE Población de hecho según los censos de población del INEEntre el censo de 1857 y el anterior, aparece este municipio porque se segrega del municipio 26130 (San Millán de la Cogolla) |

## Administración
| Periodo   | Nombre                           | Partido |
| --------- | -------------------------------- | ------- |
| 1979-1983 | Gabino Aransay Azofra            | UCD     |
| 1983-1987 | César Alesón Prado               | AP      |
| 1987-1991 | Gabino Aransay Azofra            | AP      |
| 1991-1995 | Tomás Martínez Flaño             | PRP     |
| 1995-1999 | Mª Ángeles Almudena Mata Bohigas | PP      |
| 1999-2003 | Ángel José Lerena Viniegra       | PP      |
| 2003-2007 | Ángel José Lerena Viniegra       | PP      |
| 2007-2011 | Ángel José Lerena Viniegra       | PP      |
| 2011-2015 | Ángel José Lerena Viniegra       | PP      |
| 2015-2019 | Ángel José Lerena Viniegra       | PP      |
| 2019-2023 | Ángel José Lerena Viniegra       | PP      |

## Evolución de presupuestos municipales
| \| Año \| Presupuesto \| \| ---- \| ----------- \| \| 2003 \| 108.423 € \| \| 2004 \| 145.661 € \| \| 2005 \| 115.445 € \| \| 2006 \| 139.803 € \| \| 2007 \| 751.744 € \| \| 2008 \| 569.450 € \| \| 2009 \| 598.710 € \| |             |
| Año | Presupuesto |
| 2003 | 108.423 €   |
| 2004 | 145.661 €   |
| 2005 | 115.445 €   |
| 2006 | 139.803 €   |
| 2007 | 751.744 €   |
| 2008 | 569.450 €   |
| 2009 | 598.710 €   |

## Lugares de interés

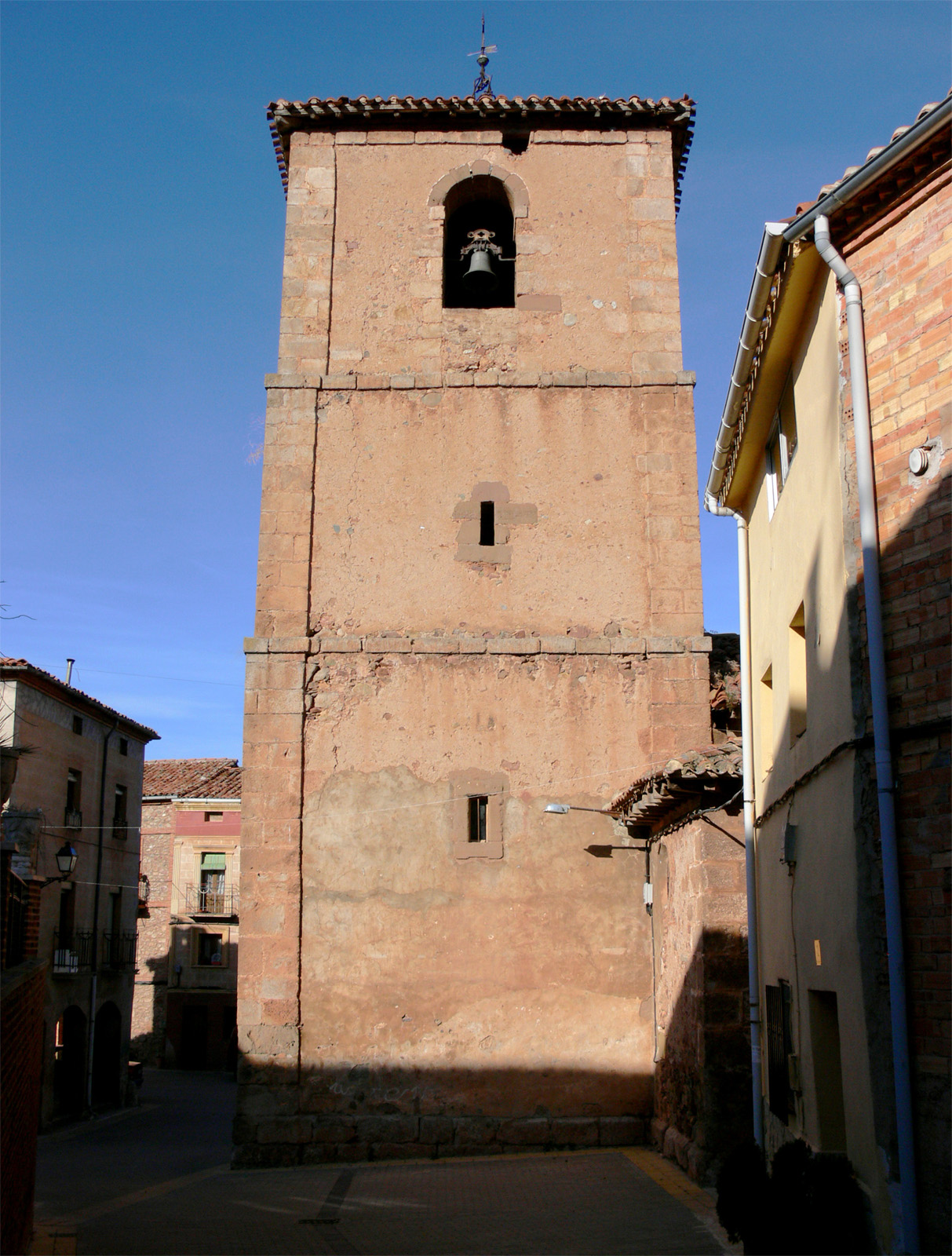
Iglesia de Nuestra Señora de la Expectación.

### Edificios y monumentos

#### Iglesia parroquial de Nuestra Señora de la Expectación
De estilo barroco en mampostería, del siglo XVIII.
De ella destaca un crucifijo dorado del siglo XVII.

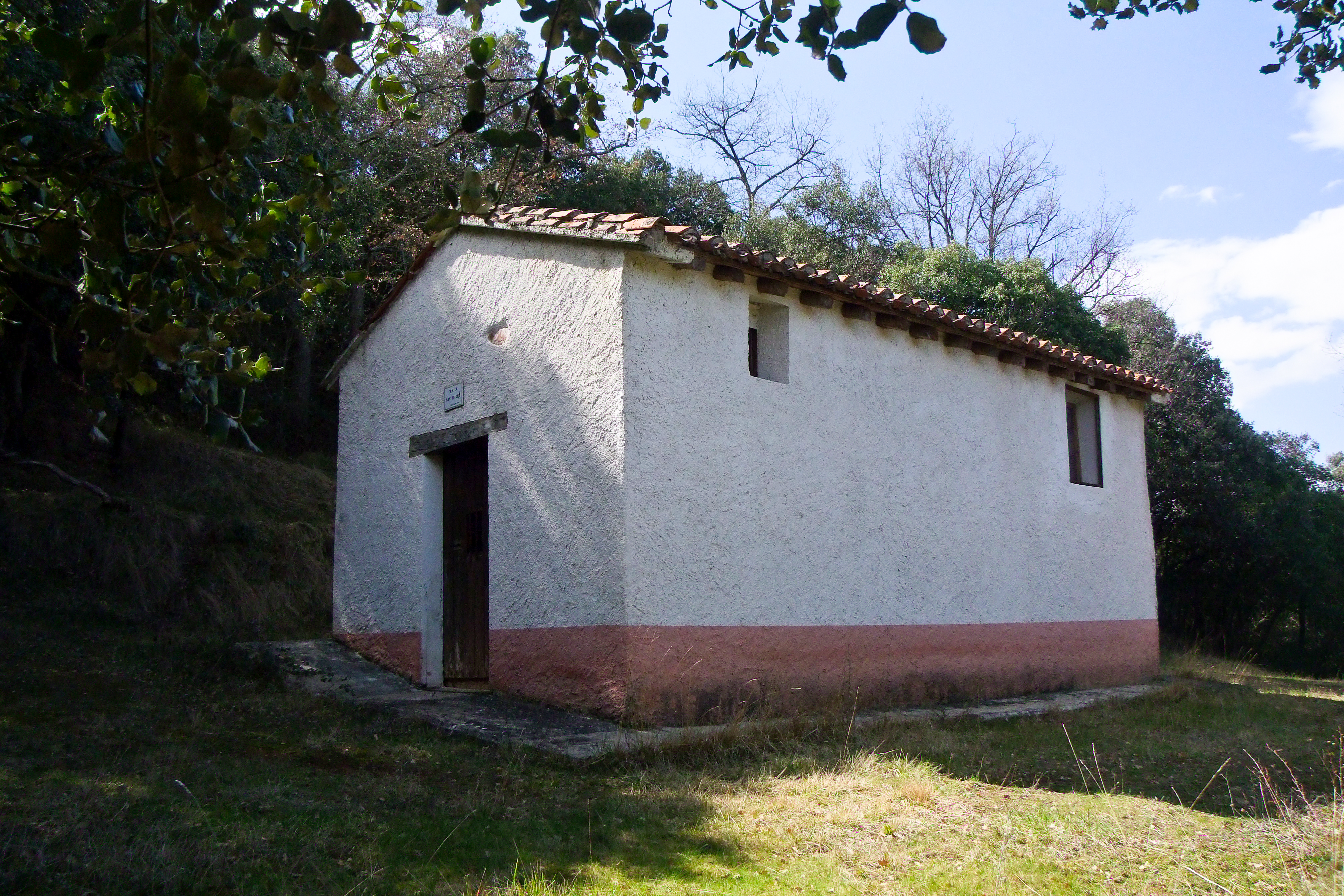
Ermita de San Isidro.

#### Ermita de San Isidro
Situada en el cerro San Quiles, sobre el pueblo, construida en el siglo XVIII y actualmente restaurada.

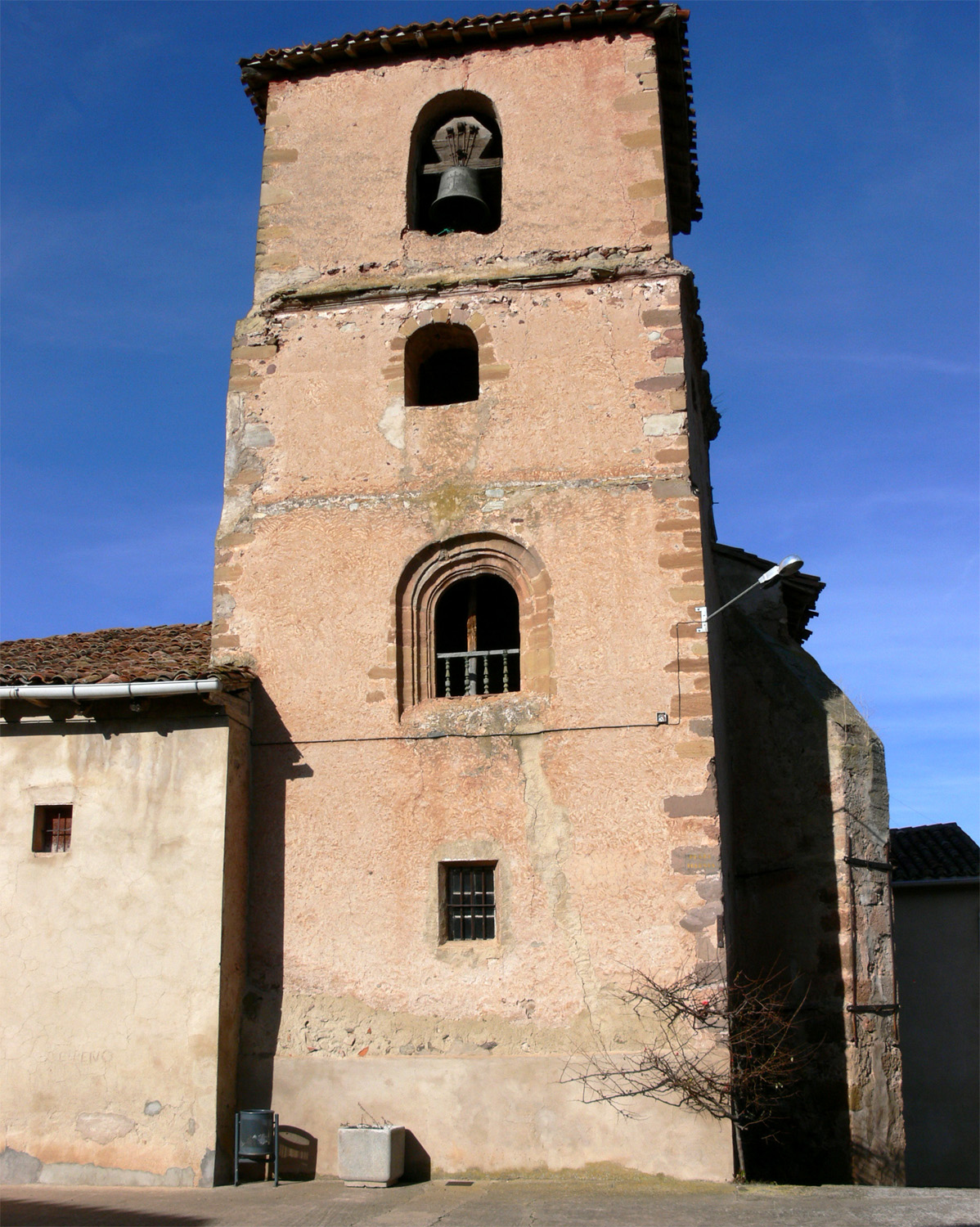
Iglesia de San Andrés.

#### Iglesia de San Andrés
En la aldea de San Andrés del Valle.
De los siglos XVI al XVIII.

#### Escudo de los Lerena
Situado en la casa de María del Carmen Ureta Lerena en Estollo.
Estimado del siglo XV.